# José Copete
José Copete, né le 10 octobre 1999 à Écija, est un footballeur espagnol. Il évolue au poste de défenseur central au Valence CF.